# Liste der Monuments historiques in Mazerny
Die Liste der Monuments historiques in Mazerny führt die Monuments historiques in der französischen Gemeinde Mazerny auf.

## Liste der Immobilien
| Bezeichnung              | Beschreibung                                                                                                 | Standort                  | Kennzeichnung | Schutzstatus | Datum | Bild           |
| ------------------------ | --- | ------------------------- | ------------- | ------------ | ----- | -------------- |
| Wegekreuz von Carmoterie | Schmiedeeisen auf Steinsockel, 1830; mit den Leidenswerkzeug und Symbolen der Landwirtschaft und des Krieges | westlich des Ortes (Lage) | PA00078461    | Classé       | 1993  | weitere Bilder |